# Star Ocean: The Last Hope
Star Ocean: The Last Hope é um jogo de RPG de ação e o quarto título da série Star Ocean. Criado pela tri-Ace e Square Enix, e editado por esta última, o jogo inicialmente só foi lançado para a Xbox 360.
A revista japonesa Famitsu revelou que o sistema de batalha usava equipas de quatro e com maior enfoque no trabalho de equipa. Comparando com os anteriores jogos da série, o jogo exibe maior ênfase na ficção científica. As personagens controlam a sua própria nave espacial, viajando e aterrando entre cinco planetas e outros destinos espaciais.
O enredo do jogo centra-se no combate entre o Edge e o seu grupo contra uma misteriosa ameaça conhecida por Grigori.
A 9 de Fevereiro de 2010, a Square Enix lançou uma versão internacional do jogo, oficialmente conhecida por Star Ocean: The Last Hope International, que contém diálogo tanto em inglês como em japonês e conteúdo exclusivo.